# قاحان العليا (إب)

تعديل مصدري - تعديل

قاحان العليا هي إحدى قرى عزلة ريمان بمديرية إب التابعة لمحافظة إب، بلغ تعداد سكانها 863 نسمة حسب تعداد اليمن لعام 2004.